# Veneauttonrivier
Veneauttonrivier (Zweeds/Fins: Veneauttonjoki; Samisch: Veneauhtonjohka) is een rivier annex beek, die stroomt in de Zweedse  gemeente Övertorneå. De rivier ontstaat in het moerasgebied ten noorden van Pirttijärvi. Ze stroomt samen met de Pirttirivier om dan samen uit te monden in de Takarivier.
Afwatering: Veneauttonrivier → Takarivier →  Puostirivier → Torne → Botnische Golf